# 塔哈内阿环礁
塔哈内阿环礁（Tahanea）是南太平洋法屬波利尼西亞的環礁，屬於土阿莫土群島的一部分，位於法艾泰環礁以東12公里，由阿纳市镇管辖，長48公里、寬15.2公里，土地面積7.7平方公里，潟湖面積523平方公里，島上無人居住。

## 外部連結
- （页面存档备份，存于）
- Spanish voyages （页面存档备份，存于）
- Bellingshausen （页面存档备份，存于）
- Atoll list (in French)

16°50′S 144°45′W / 16.833°S 144.750°W